# سپیریتون ملیکیان
سبیریتون آوتیسی ملیکیان (ارمنی: Սպիրիդոն Ավետիսի Մելիքյան؛ زاده ۱۸ نوامبر ۱۸۸۰ - درگذشته ۴ مهٔ ۱۹۳۳) آهنگساز، رهبر ارکستر، موسیقی‌شناس اهل ارمنستان بود. وی بین سال‌های - تا - میلادی فعالیت می‌کرد.

## زندگی‌نامه
وی در ۳۰ نوامبر [سبک قدیمی: ۱۸ نوامبر] ۱۸۸۰ در واغارشاپات در به دنیا آمد و از دانشکده علوم الهی گئورگیان فارغ‌التحصیل گشت.  وی همچنین برنده جوایزی همچون چهره هنری شایسته ارمنستان شوروی () شد. وی در ۴ مهٔ ۱۹۳۳ در سن ۵۲ سالگی در ایروان درگذشت و در پانتئون کومیتاس به خاک سپرده شد.
اسپیریدون آوتیسی ملیکیان (به ارمنی: Սպիրիդոն Ավետիսի Մելիքյան)(زادهٔ ۱ دسامبر ۱۸۸۰ – درگذشته در ۴ آوریل ۱۹۳۳) موسیقی‌شناس، آهنگ‌ساز، رهبر گروه کر و معلم ارمنستانی بود. پسر وی، آهنگساز هراچیا ملیکیان، در سال ۱۹۴۲ در جریان حمله موگیلف در جنگ جهانی دوم کشته شد.

## اوایل زندگی
اسپیریدون در ۱ دسامبر ۱۸۸۰ در واغارشاپات، فرمانداری ایروان در امپراتوری روسیه، در خانواده‌ای معلم به دنیا آمد. او در سنین کودکی والدین خود را از دست داد و توسط دایی‌هایش بزرگ شد. اسپیریدون در سن سیزده سالگی وارد مدرسه دینی گئورگیان شد. توانایی برجسته او در آواز، توجه کومیتاس، معلمش، را جلب کرد و پس از فارغ‌التحصیلی، او را به عنوان دستیار خود منصوب کرد.
در خاطرات هم‌مدرسه‌ای او، سیمیک ساهاکیان نوشته شده است: «در سال ۱۸۹۵ با اسپیریدون ملیکیان آشنا شدم. ما دوستان خوبی شدیم، زیرا زبان یکدیگر را درک می‌کردیم… او با آوازهای محلی و همچنین سرودهای مذهبی آشنا بود. از سال پنجم، او به عنوان رهبر گروه کُر تمام دانش‌آموزانی که در کلیسا آواز می‌خواندند منصوب شد.»
در سال ۱۹۰۲، ملیکیان از این مدرسه فارغ‌التحصیل شد و به مقام شماسی منصوب شد. او به هیئت علمی پیوست و به مدت سه سال در آنجا تدریس کرد. به توصیه کومیتاس، او بین سال‌های ۱۹۰۵ تا ۱۹۰۸ به برلین رفت تا در کنسرواتوار خصوصی ریچارد اشمیت تحصیل کند. کومیتاس به او پیشنهاد کرد که بر تاریخ موسیقی باستانی و مدرن تمرکز کند، صدای خود را پرورش دهد و دانش خود را در زمینه هنر کُرال عمیق‌تر کند.
کومیتاس مجموعه عظیمی از آوازهای محلی ارمنی را برای کپی‌برداری به او قرض داد تا با خود به برلین ببرد. این تصمیم سرنوشت‌ساز باعث نجات این مجموعه شد، زیرا نسخه اصلی در طول مسیر گم شد. خوشبختانه، ملیکیان در سال ۱۹۳۱ نسخه‌ای که تهیه کرده بود را با عنوان «Ազգագրական ժողովածու» (مجموعه قوم‌نگاری) منتشر کرد و بدین ترتیب گنجینه‌ای ملی را حفظ کرد.

## فعالیت‌های موسیقی
پس از بازگشت به ارمنستان در سال ۱۹۰۸، اسپیریدون ملیکیان تصمیم گرفت خود را به‌طور کامل وقف موسیقی کند، کلیسا را ترک کرد و از مقام شماسی استعفا داد. پس از یک سال تدریس در شوشی، او در تفلیس ساکن شد و به عنوان معلم موسیقی و رهبر گروه کر در مدرسه نرسیسیان فعالیت کرد. در سال ۱۹۱۷، او جامعه کُرال ارمنی را تأسیس و مدیریت کرد. وی سخنرانی‌های متعددی برگزار کرد و کتاب‌های درسی دربارهٔ آواز نوشت و سطح موسیقایی جامعه را ارتقا داد.
با تأسیس ارمنستان شوروی، ملیکیان به ایروان نقل مکان کرد و تدریس در مدارس موسیقی محلی را آغاز کرد. در سال ۱۹۲۷، او به هیئت علمی کنسرواتوار ایروان (اکنون کنسرواتوار دولتی کومیتاس ایروان) پیوست و به تدریس تئوری موسیقی و رهبری گروه کر پرداخت. او بین سال‌های ۱۹۳۰ تا ۱۹۳۱ رهبر کنسرواتوار بود و از ۱۹۳۱ تا ۱۹۳۲ ریاست دپارتمان تئوری را بر عهده داشت. ملیکیان با گروه کُر هفتاد و پنج نفره کنسرواتوار به شهرهای مختلف سفر کرد که شامل اجرایی در مسکو بود.

## آثار
یکی از مهم‌ترین مشارکت‌های اسپیریدون ملیکیان در موسیقی ارمنی، انتشار مجموعه‌های مختلف موسیقی محلی بود، از جمله:
- «Շիրակի երգեր» (ترانه‌های شیراک)، گردآوری‌شده همراه با آناوشاوان تر-گوندیان در سال ۱۹۱۴، منتشرشده در سال ۱۹۱۷[۴]
- «Հայ ժողովրդական երգեր և պարեր» (ترانه‌ها و رقص‌های محلی ارمنی)، دو جلد، منتشرشده بین سال‌های ۱۹۴۹–۱۹۵۲
- «Վանա ժողովրդական երգեր» (ترانه‌های محلی وان)، دو جلد، منتشرشده بین سال‌های ۱۹۲۷–۱۹۲۸، گردآوری‌شده توسط شاگردش گ. گارداشیان
- «Ազգագրական ժողովածու» (مجموعه قوم‌نگاری)، منتشرشده در سال ۱۹۳۱، گردآوری‌شده توسط کومیتاس.[۵]

آثار آهنگسازی ملیکیان شامل بالادی برای ارکستر و گروه کُر به نام «Ախթամար» (آختامار)، تنظیم‌هایی از ترانه‌های محلی برای آواز انفرادی و گروه کُر بود که برخی از آن‌ها جایگاهی دائمی در رپرتوار دارند. اسپیریدون ملیکیان همچنین در زمینه مطالعات موسیقی‌شناسی نیز فعالیت داشت، از جمله آثارش می‌توان به «Հունական ազդեցութիւնը հայ երաժշտության տեսականի վրայ» (تأثیر یونانی بر تئوری موسیقی ارمنی) و «Հայ ժողովրդական երգի գամմաներ» (گام‌های ترانه‌های محلی ارمنی) اشاره کرد. با این حال، این متون دارای خطاها و مشکلات روش‌شناسی هستند و استاندارد علمی را برآورده نمی‌کنند.
در سال ۱۹۳۳، به اسپیریدون ملیکیان عنوان هنرمند شایسته ارمنستان شوروی اعطا شد. مدت کوتاهی پس از آن، در ۴ مه ۱۹۳۳، او بر اثر سرطان درگذشت. او در پانتئون کومیتاس در ایروان به خاک سپرده شد.

## نگارخانه

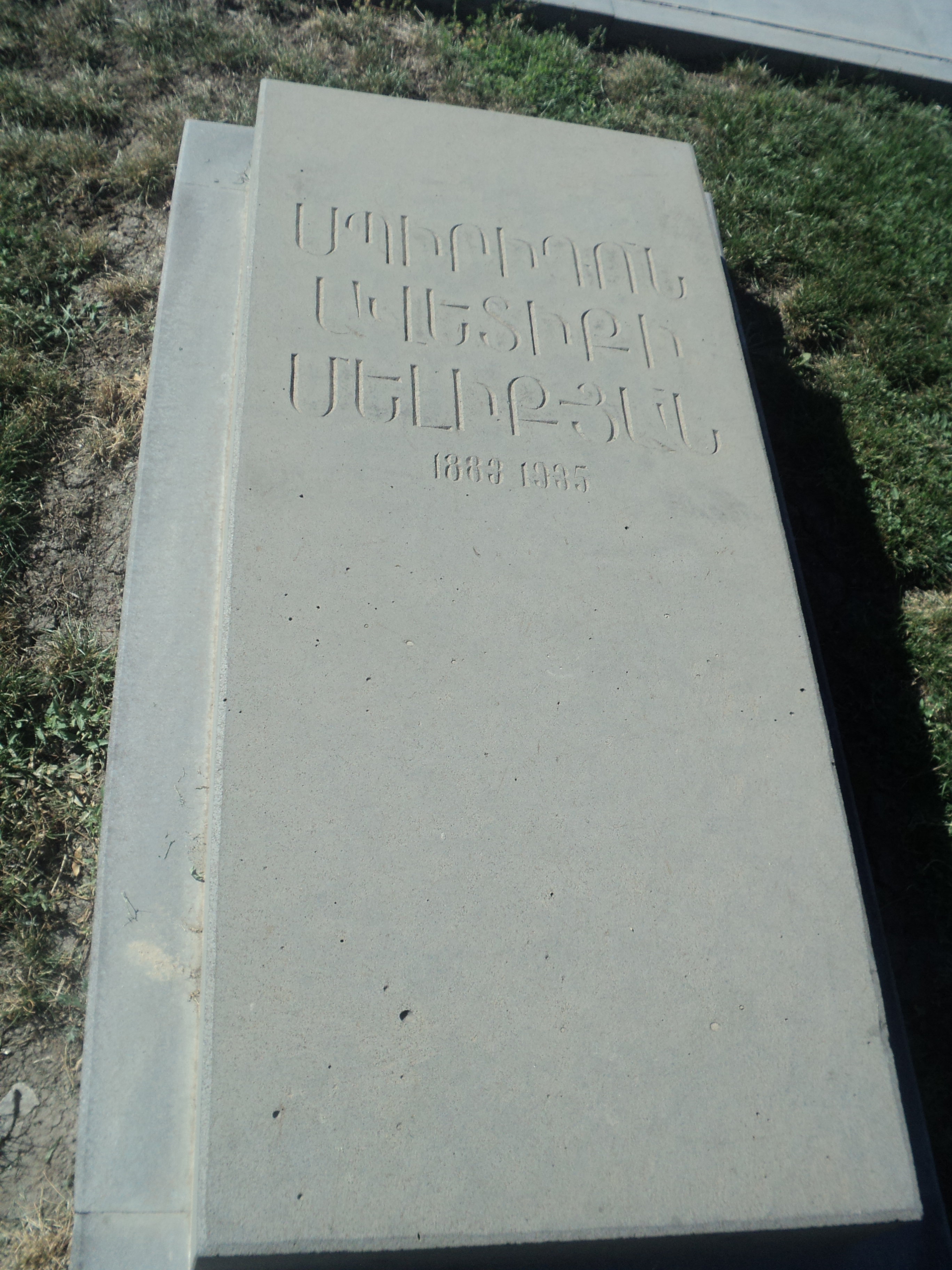
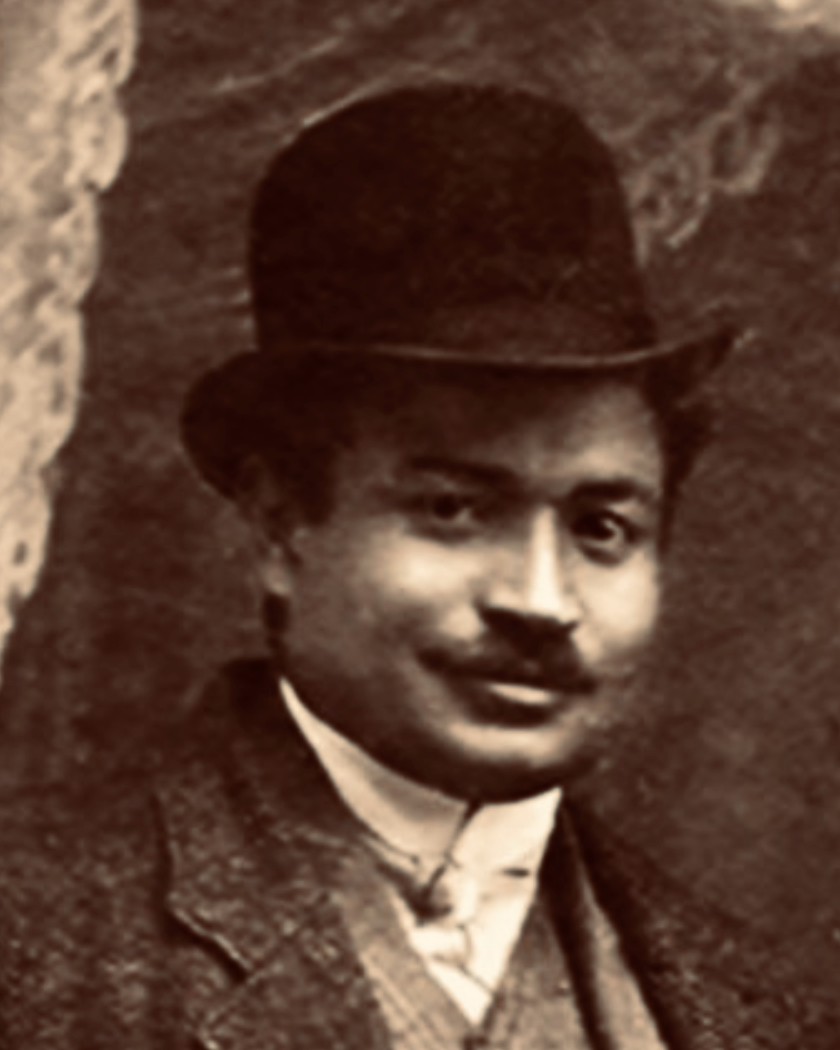